# Covone a Giverny
Covone a Giverny è un dipinto a olio su tela (60,5x81,5 cm) realizzato nel 1886 dal pittore francese Claude Monet. È conservato nel Museo dell'Ermitage di San Pietroburgo.
Monet dipinse molti quadri aventi per soggetto dei covoni di fieno.